# Organo della cattedrale di San Martino a Lucca

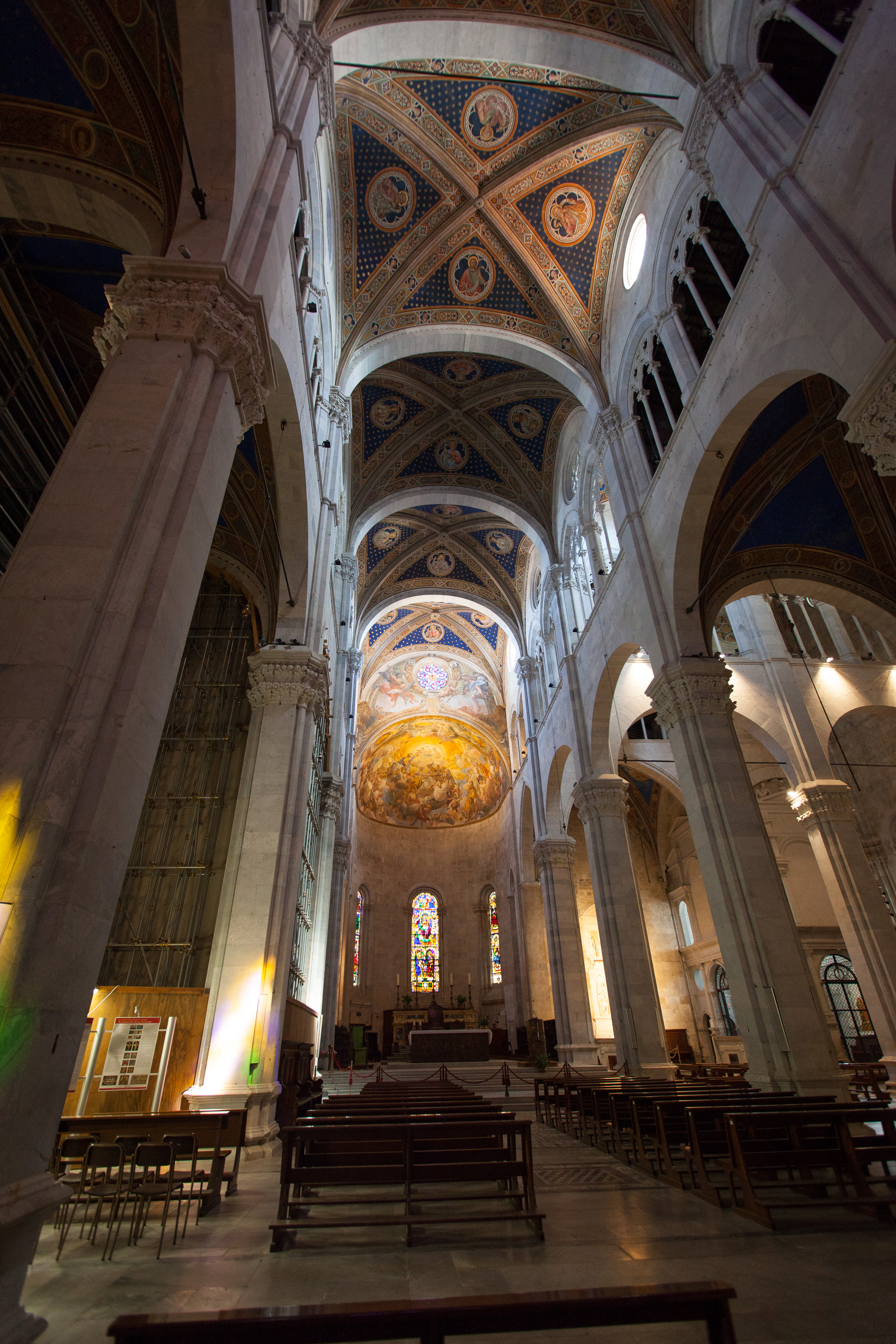
Interno della cattedrale di San Martino a Lucca

L'organo a canne della cattedrale di San Martino a Lucca è il Mascioni opus 755, costruito tra il 1958 e il 1962. Fin dal 1963, è sede di importanti concerti nell'ambito della rassegna annuale della Sagra Musicale Lucchese, cui partecipano organisti di fama internazionale.

## Storia

### I secoli XIV e XV
La presenza di un organo a canne all'interno della cattedrale di Lucca è documentata fin dal 1306, quando si parla di uno strumento costato 44 lire (e quindi di piccole dimensioni). Nel 1442 Matteo di Martino da Siena venne incaricato di restaurarlo e ampliarlo, portando la tastiera ad un'estensione di 51 note (Mi-1-La4, senza le note Fa#-1, Sol#-1 e Sol-1); tuttavia, non essendo stato eseguito il lavoro, nel 1461 venne stipulato con lui un nuovo contratto per il restauro dell'organo precedente e la costruzione di uno nuovo. L'organaro morì nel 1465 e l'opera venne portata a compimento, con risultati non soddisfacenti, dal cognato Benricevuto di Ser Leonardo da Prato, e il nuovo organo non venne accettato.
Nell'ottobre 1480 venne commissionata all'organaro Domenico di Lorenzo la costruzione di uno strumento per la cattedrale di San Martino, per la cifra di 450 ducati d'oro, comprendente sia la parte fonica, sia la cassa di contenimento; i lavori si protrassero per tre anni e l'organo venne consegnato nel gennaio 1484. L'organo, collocato su apposita cantoria nella sesta campata della navata destra, aveva un'unica tastiera di 47 note (Fa-1-Fa4, senza le note Fa#-1 e Sol#-1) ed era su base di 12 piedi, con un totale di 386 canne per 5 registri, con la seguente disposizione fonica:
| Manuale      |          |
| Principale   | 12'      |
| Ottava       | 6'       |
| XV           | 3'       |
| Ripieno      | 3-4 file |
| Flauto in XV | 3'       |

1. ↑  XIX+XXII+XXVI+XXIX da Do3.
2. ↑  da Fa1.

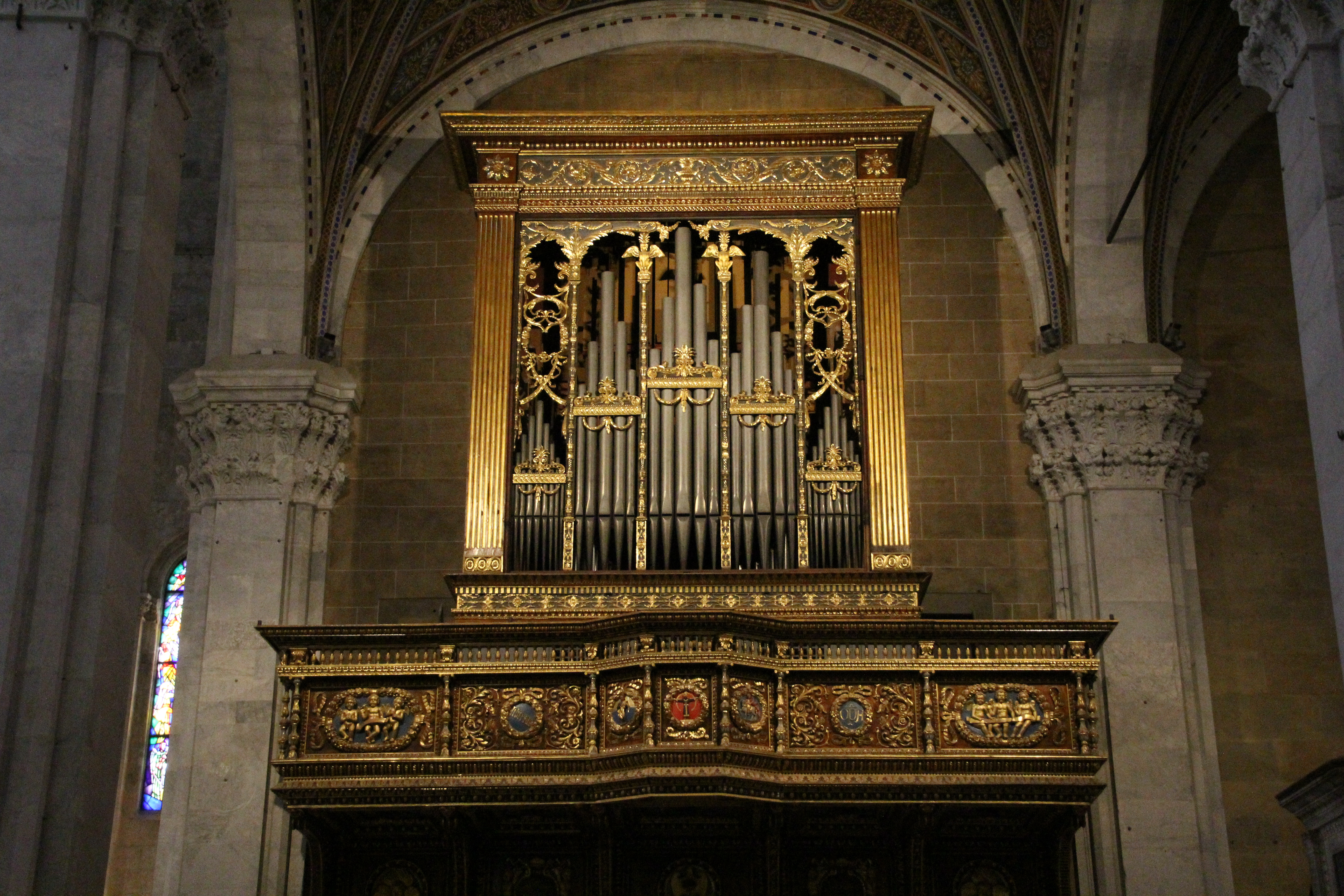
L'organo di Domenico di Lorenzo

Nel 1484 l'organaro venne interpellato per la costruzione di un più grande organo a canne da collocarsi sul lato opposto; presentò due progetti, entrambi a sei registri, il primo su base di 16 piedi e per un costo di 275 ducati d'oro, e il secondo su base di 24 per 450 ducati d'oro. Al termine dei quattro anni pattuiti per la costruzione, l'Opera della cattedrale ritirò l'incarico, richiedendo indietro la somma che fino ad allora era stata stanziata, e che ammontava a 200 ducati d'oro.

### Il XVII secolo
Nel 1610, i fratelli Andrea e Cosimo Ravani, operanti in Lucca, loro patria d'origine, vengono incaricati della costruzione di un secondo organo per la cattedrale, dirimpetto a quello di Domenico di Lorenzo. I due organari, allievi del veneziano Vincenzo Colonna, introdussero in ambito toscano numerose innovazioni derivate dall'organaria veneta e lombarda.

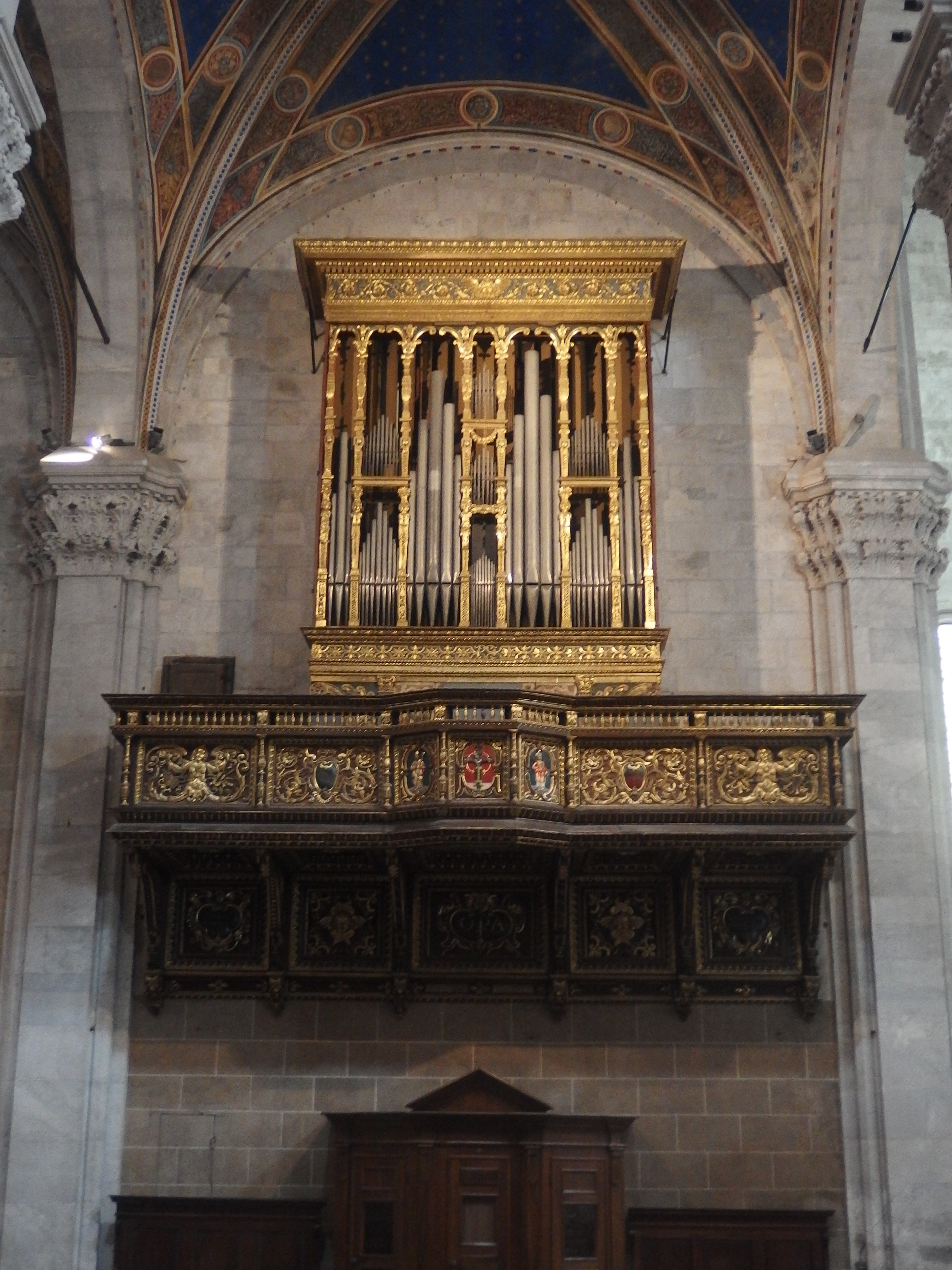
L'organo dei fratelli Ravani

La costruzione dello strumento si protrasse fino al 1650; una volta terminato, disponeva di nove registri su base di 12 piedi, con un'unica tastiera di 50 note (Fa-1-La4, senza il Sol#-1) e la seguente disposizione fonica:
| Manuale        |     |
| Principale     | 12' |
| Ottava         | 6'  |
| XV             | 3'  |
| XIX            |     |
| XXII           |     |
| XXVI           |     |
| XXIX           |     |
| Flauto in VIII |     |
| Flauto in XII  |     |

### Il XVIII secolo
Nel 1791, Antonio Puccini, organista titolare della cattedrale, richiese un restauro di ambedue gli strumenti, con modifiche per adattarli alle nuove esigenze musicali. Vennero interpellati in merito gli organari pistoiesi Luigi e Benedetto Tronci, i quali ampliarono l'estensione dell'organo quattrocentesco ed installarono nuovi registri, tra i quali alcuni ad ancia e, nell'organo Ravani, trasformarono il Flauto in XIX in Voce umana 8' Soprani.
Al termine dell'intervento, l'organo di Domenico di Lorenzo presentava un'unica tastiera di 51 note con prima ottava scavezza (Do-1'-Do5), e pedaliera a leggio di 17 note con prima ottava scavezza (Do1-Sol#2) e registro di Contrabbassi sempre inserito, con la seguente disposizione fonica:
| Colonna di sinistra - Ripieno |           |
| Principale                    | 16'       |
| Voce umana                    | 8'        |
| Ottava                        | 8'        |
| XV                            | 4'        |
| XIX                           | 2.2/3'    |
| XXII                          | 2'        |
| XXVI-XXIX                     | 1.1/3'-1' |

| Colonna di destra - Concerto |                |
| Nazardo                      | 2.2/3' Soprani |
| Cornetto 3 file              | 4' Soprani     |
| Clarone                      | 4' Bassi       |
| Oboè                         | 8' Soprani     |
| Fagotto                      | 8' Bassi       |
| Tromba                       | 8' Bassi       |
| Tromba                       | 8' Soprani     |
| Cornetto chinese             | 5.1/3' Soprani |
| Corno dolce                  | 8'             |

1. ↑  registro denominato Principale 2°.
2. ↑  4'-2'-1.1/3'.

L'organo Ravani, invece, presentava un'unica tastiera di 55 note (Fa-1-Re5, senza Fa#-1, Sol#-1 e Do#5) e pedaliera priva di registri propri e collegata alla prima ottava del manuale.

### Il XX secolo
Dopo il termine della seconda guerra mondiale, i due strumenti si presentavano necessitanti di un intervento di restauro e ripristino. Nel 1958 viene presa la decisione di non intervenire singolarmente su ciascuno di essi, ma di costruire un nuovo unico organo a canne di grandi dimensioni. Vennero interpellate le ditte Balbiani Vegezzi-Bossi, Tamburini e Mascioni, e l'incarico venne affidato a quest'ultima, che portò a termine il lavoro nel 1962, riutilizzando dello strumento antico le cantorie e le casse rinascimentali; il 4 ottobre dello stesso anno, Alessandro Esposito, tenne il concerto inaugurale.

## Descrizione
L'organo a canne della cattedrale di San Martino conta 48 registri; il suo sistema di trasmissione è integralmente elettrico.
La consolle è mobile indipendente, situata nell'abside, di fianco all'altare maggiore barocco; essa dispone di tre tastiere di 61 note ciascuna (Do1-Do6) e pedaliera concavo-radiale di 32 note (Do1-Sol3). I registri, le unioni, gli accoppiamenti e gli annullatori sono azionati da placchette a bilico, disposte su più file ai lati e al di sopra dei manuali, con i nomi incisi.

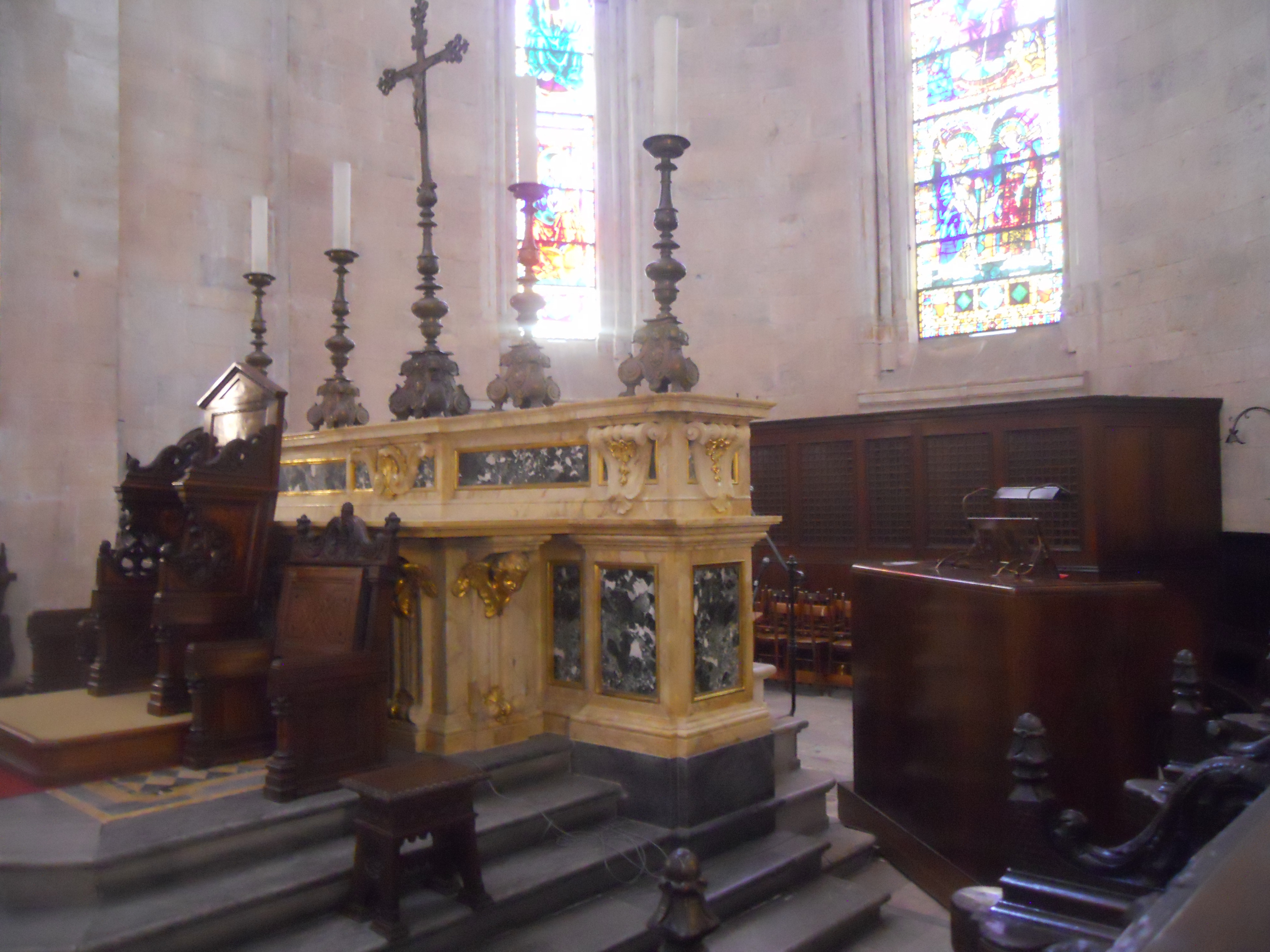
Il corpo corale

Il materiale fonico si articola in tre corpi, dislocati all'interno della chiesa nella seguente maniera:
- dietro l'altare maggiore, nell'abside, si trova il Positivo corale (primo manuale) e la relativa sezione del pedale (Pedale corale);
- nella cassa rinascimentale sulla cantoria nella sesta campata della navata laterale di destra si trovano il Grand'Organo (secondo manuale) e il Pedale;
- nella cassa rinascimentale sulla cantoria nella sesta campata della navata laterale di sinistra si trova l'Espressivo (terzo manuale).

La cassa del corpo di destra è quella dell'organo a canne costruito da Domenico di Lorenzo nel 1481. In legno dorato e riccamente intagliato, presenta un coronamento a cornicione decorato a bassorilievo con elementi vegetali, sorretto da due lesene scanalate prive di capitello. La mostra è composta da 33 canne mute appartenenti allo strumento primitivo, disposte in cinque campate con bocche a mitria allineate orizzontalmente.
La cassa del corpo di sinistra è anch'essa antica: appartiene all'organo di Andrea e Cosimo Ravani ed è in stile rinascimentale. La mostra, formata da canne del XVII secolo, si articola in quattro campate maggiori alternate a tre minori, all'interno delle quali vi sono degli organetti morti. Le portelle, in più in loco, furono dipinte nel 1615 da Ippolito Sani con San Paolino e San Frediano (all'esterno) e la Visitazione tra i santi Gioacchino e Giuseppe (all'interno).

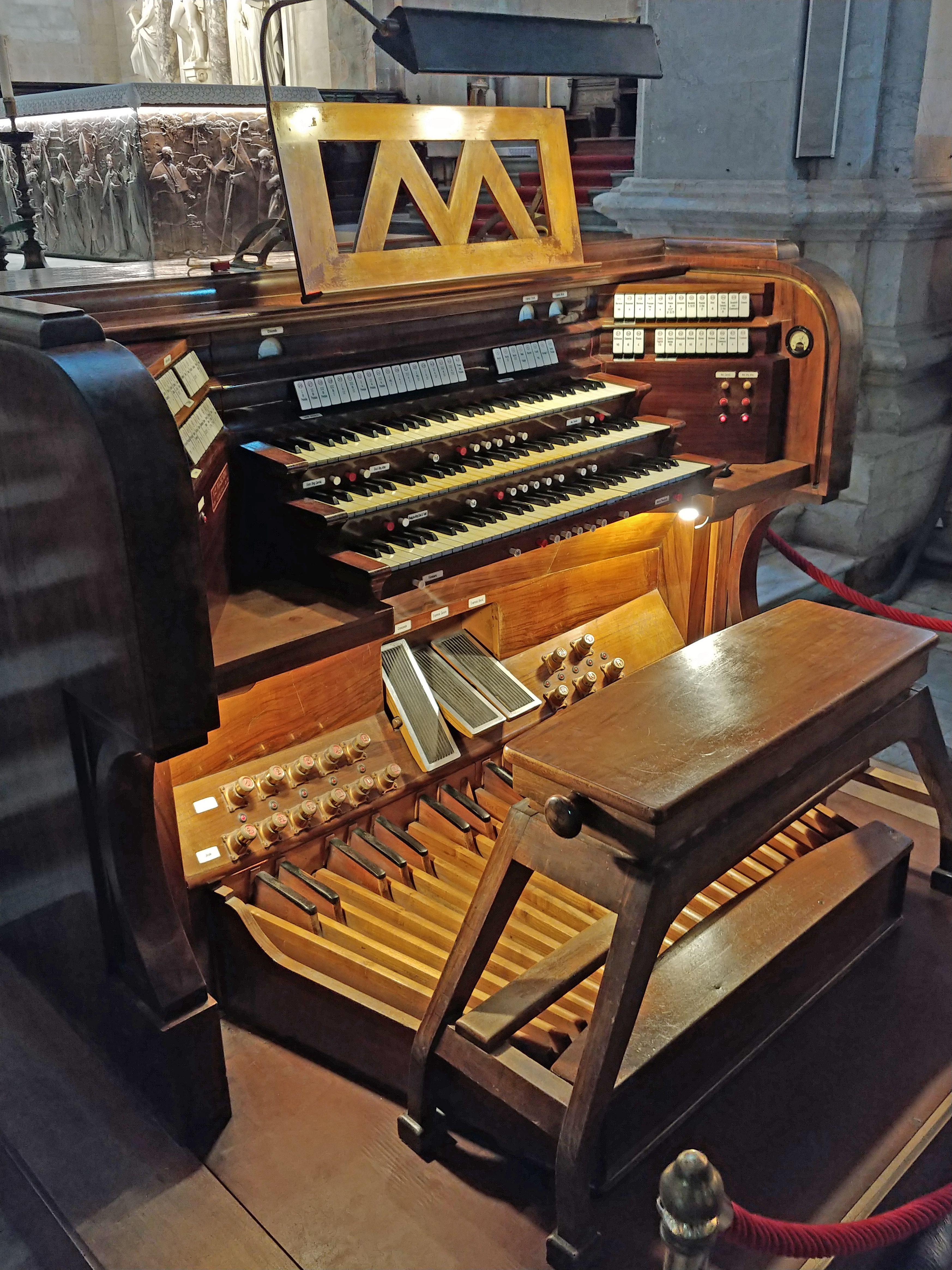
La consolle

Di seguito, la disposizione fonica dello strumento:
| I - Positivo corale |        |
| aperto              |        |
| Principale          | 8'     |
| Ottava              | 4'     |
| Decimaquinta        | 2'     |
| Ripieno             | 4 file |
| Corno di camoscio   | 8'     |
| Unda maris          | 8'     |
| espressivo          |        |
| Bordone             | 8'     |
| Flauto              | 4'     |
| Nazardo             | 2.2/3' |
| Flautino            | 2'     |
| Viola               | 8'     |
| Tromba dolce        | 8'     |

| II - Grand'Organo |        |
| Principale        | 16'    |
| Principale I      | 8'     |
| Principale II     | 8'     |
| Ottava            | 4'     |
| Duodecima         | 2.2/3' |
| Decimaquinta      | 2'     |
| Ripieno grave     | 3 file |
| Ripieno acuto     | 5 file |
| Dulciana          | 8'     |
| Flauto traverso   | 8'     |
| Tromba            | 8'     |
| Voce umana        | 8'     |

| III - Espressivo       |        |
| Bordone                | 16'    |
| Bordone                | 8'     |
| Diapason               | 8'     |
| Principalino           | 4'     |
| Ripienino              | 3 file |
| Flauto in VIII         | 4'     |
| Flauto in XII          | 2.2/3' |
| Silvestre              | 2'     |
| Decimino               | 1.3/5' |
| Sesquialtera combinata |        |
| Oboe                   | 8'     |
| Voce celeste           | 2 file |
| Tremolo                |        |

| Pedale         |     |
| Contrabbasso   | 16' |
| Principale     | 16' |
| Bordone        | 16' |
| Basso          | 8'  |
| Bordone        | 8'  |
| Corno camoscio | 8'  |
| Ottava         | 4'  |
| Controfagotto  | 16' |
| Trombone       | 8'  |

| Pedale corale |     |
| Subbasso      | 16' |
| Coperto       | 8'  |
| Flauto        | 4'  |

## Elenco degli organisti titolari
- Paolino Turretini (1480-1483)
- Giorgio d'Allemagna (1483-1484)
- Domenico da Venezia (1484-1486)
- Giovanni Serantoni (1487-1513)
- Ludovico da Milano (1514-1537)
- Niccolò Malvezzi (1537-1557)
- Jacopo Corfini (1557-1591)
- Giuseppe Guami (1591-1611)
- Vincenzo Guami (1612-1614)
- Valerio Guami (1615-1649)
- Domenico Stiava (1649-1707)
- Francesco Maria Stiava (1707-1717)
- Giuseppe Montuoli (1717-1739)
- Jacopo Puccini (1740-1779)
- Antonio Puccini (1779-1831)
  - Domenico Puccini (1804-1815)
- Michele Puccini (1831-1864)
- Fortunato Magi (1864-1873)
- Carlo Giorgi (1873-1906)
- Alfonso Del Prete (1906-1918)
- Attilio Dorone (1919-1944)
- Dante Della Latta (1946-1949)
- Emilio Maggini (1949-1996)[16]
- Giulia Biagetti (dal 1996)[17]